# Where Did We Go Wrong?
Singles de Toni Braxton et Babyface
Hurt You
(2014) Roller Coaster
(2014)
Where Did We Go Wrong? est une chanson de la chanteuse Toni Braxton et du chanteur Babyface, sortie le 17 décembre 2014. Second single extrait de leur premier album en commun Love, Marriage and Divorce, la chanson est écrite et composée par Toni Braxton et Babyface.

## Composition
Where Did We Go Wrong?  est un titre R&B qui traite d'un désaccord.

## Performance commerciale
La chanson atteint la 11e meilleure position du Adult R&B Songs chart.

## Vidéoclip
Il n'y a pas de vidéoclip.

## Pistes et formats
Téléchargement légal
1. Where Did I Go Wrong? — 3:37

## Crédits
Informations issues et adaptées du livret de Love, Marriage and Divorce (Motown Records, 2014).
- Kenneth "Babyface" Edmonds : interprète principal, chœurs, auteur, compositeur, producteur, claviers, programmations, guitare, basse
- Toni Braxton : interprète principale, auteur, compositrice, chœurs

- Paul Boutin : enregistrement et mixage
- Antonio Dixon : percussions

## Classement hebdomadaire
| Billboard Adult R&B Songs Charts | 11 |